# Giuseppe Grassi
Giuseppe Grassi (Bariano, 5 de octubre de 1942) es un deportista italiano que compitió en ciclismo en la modalidad de pista. Ganó una medalla de oro en el Campeonato Mundial de Ciclismo en Pista de 1968, en la prueba de medio fondo.

## Medallero internacional
| Campeonato Mundial | Campeonato Mundial   | Campeonato Mundial | Campeonato Mundial |
| Año                | Lugar                | Medalla            | Competición        |
| ------------------ | -------------------- | ------------------ | ------------------ |
| 1968               | Montevideo (Uruguay) | Medalla de oro     | Medio fondo (A)    |